# Rivalità Ali-Frazier
La rivalità Ali-Frazier fa riferimento al dualismo pugilistico che ha segnato le carriere di Muhammad Ali e Joe Frazier.

## Trilogia

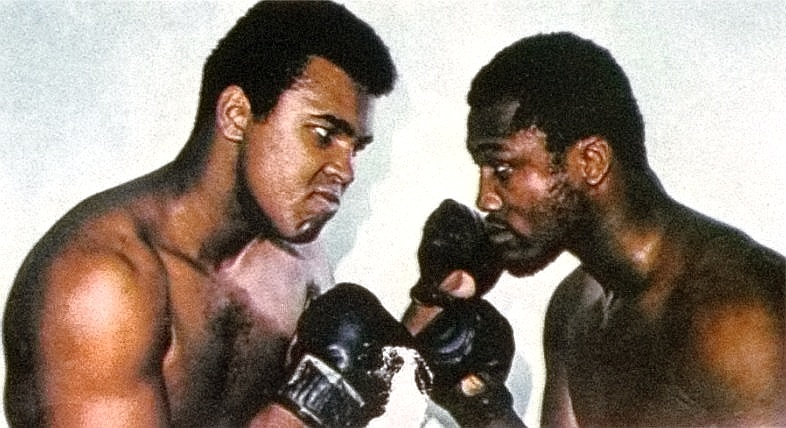
Ali vs. Frazier in uno scatto pubblicitario

Di seguito, la lista dei tre incontri:
| Vincitore    | Sconfitto    | Causa                           | Ripresa | Luogo                 | Data            | Note                                                          |
| ------------ | ------------ | ------------------------------- | ------- | --------------------- | --------------- | ------------------------------------------------------------- |
| Joe Frazier  | Muhammad Ali | Decisione unanime (3-0 Frazier) | 15 (15) | New York Stati Uniti  | 8 marzo 1971    | Incontro valido per il titolo mondiale (Fight of the Century) |
| Muhammad Ali | Joe Frazier  | Decisione unanime (3-0 Ali)     | 12 (12) | New York Stati Uniti  | 28 gennaio 1974 | Incontro di esibizione (Super Fight II)                       |
| Muhammad Ali | Joe Frazier  | KO tecnico                      | 14 (15) | Quezon City Filippine | 1º ottobre 1975 | Incontro valido per il titolo mondiale (Thrilla in Manila)    |

Il bilancio complessivo è di 2 vittorie per Ali, con un successo per Frazier.

## Record complessivo

### Dilettantismo
| Pugile       | Incontri totali | Vittorie | Sconfitte | Pareggi | No contest |
| ------------ | --------------- | -------- | --------- | ------- | ---------- |
| Joe Frazier  | 40              | 38       | 2         | 0       | 0          |
| Muhammad Ali | 105             | 100      | 5         | 0       | 0          |

### Professionismo
| Pugile       | Incontri totali | Vittorie (KO) | Sconfitte (KO) | Pareggi | No contest |
| ------------ | --------------- | ------------- | -------------- | ------- | ---------- |
| Joe Frazier  | 37              | 32 (27)       | 4 (2)          | 1       | 0          |
| Muhammad Ali | 61              | 56 (40)       | 5 (1)          | 0       | 0          |

## La rivalità delle figlie
Nel 2001 vi fu un match anche tra le figlie, il primo della boxe femminile trasmesso in pay-per-view. Laila Ali sconfisse Jackie Frazier ai punti.